# Grawitacja tensorowo-wektorowo-skalarna
Grawitacja tensorowo-wektorowo-skalarna (TeVeS, Tensor-vector-scalar gravity) – teoria opisująca ruch galaktyk bez udziału ciemnej materii. Została stworzona przez Ja’akowa Bekensteina. Jest relatywistycznym rozwinięciem zmodyfikowanej dynamiki newtonowskiej stworzonej przez Mordechaja Milgroma.
TeVeS opiera się na następujących składnikach:
- jednostkowe pole wektorowe;
- dynamiczne pole skalarne;
- niedynamiczne pole skalarne;
- lagranżjan skonstruowany z zastosowaniem alternatywnej przestrzeni metrycznej;

Główne cechy TeVeS:
- stosuje się do praw zachowania;
- w słabych polach aproksymacji spektralnej symetrii, rozwiązania statycznego, TeVeS odtwarza formułę przyspieszania MOND;
- w przeciwieństwie do poprzednich prób uogólnienia MOND, nie stwarza problemów takich jak rozmnażanie nadświetlne;
- ponieważ jest ona relatywistyczna, może opisać soczewkowanie grawitacyjne;